# Daniel Lanois
Daniel Lanois, född 19 september 1951 i Hull, Québec, är en kanadensisk skivproducent och singer-songwriter. Han har producerat album för artister som Bob Dylan, Neil Young, U2, Brian Eno, Peter Gabriel, Robbie Robertson och Emmylou Harris.

## Diskografi
- Acadie 1989
- For the Beauty of Wynona 1993
- Sweet Angel Mine 1996
- Lost in Mississippi 1996
- Sling Blade 1996
- Shine 2003
- Rockets 2004
- Belladonna 2005
- Here is what is 2008
- Black Dub 2010
- Flesh and Machine 2014

## Som producent
- This Is the Ice Age - Martha and the Muffins 1981
- Dance After Curfew - Nash the Slash 1982
- Danseparc - Martha and the Muffins 1982
- Ambient 4/On Land - Brian Eno 1982
- Parachute Club - Parachute Club 1983
- Apollo: Atmospheres and Soundtracks - Brian Eno 1983
- The Pearl - Harold Budd och Brian Eno 1984
- Mystery Walk - Martha and the Muffins 1984
- The Unforgettable Fire - U2 1984
- Thursday Afternoon - Brian Eno 1985
- Hybrid - Michael Brook 1985
- Birdy - Peter Gabriel 1985
- Voices - Roger Eno 1985
- So - Peter Gabriel 1986
- The Joshua Tree - U2 1987
- Robbie Robertson - Robbie Robertson 1987
- Oh Mercy - Bob Dylan 1989
- Yellow Moon - Neville Brothers 1989
- Achtung Baby - U2 1991
- Flash of the Spirit - Jon Hassell och Farafina 1992
- Us - Peter Gabriel 1992
- The Last of the Mohicans - Soundtrack 1992
- Ron Sexsmith - Ron Sexsmith 1994
- Wrecking Ball - Emmylou Harris 1995
- Night to Night - Geoffrey Oryema 1996
- Fever In Fever Out - Luscious Jackson 1996
- Time Out of Mind - Bob Dylan, 1997
- Brian Blade Fellowship - Brian Blade 1998
- 12 Bar Blues - Scott Weiland 1998
- Teatro - Willie Nelson 1998
- Power Spot - Jon Hassell 2000
- The Million Dollar Hotel - Soundtrack 2000
- All That You Can't Leave Behind - U2 2000
- How to Dismantle an Atomic Bomb - U2 2004 (endast "Love and Peace or Else")
- Dusk & Summer - Dashboard Confessional 2006
- Le Noise - Neil Young 2010